# Општина Одаиле (Бузау)
Одаиле (рум. Odăile) општина је у Румунији у округу Бузау.
Oпштина се налази на надморској висини од 506 m.